# Équipe des îles Vierges des États-Unis féminine de football
Cet article traite de l'équipe féminine. Pour l'équipe masculine, voir Équipe des îles Vierges des États-Unis de football.
Ne doit pas être confondu avec Équipe des îles Vierges britanniques féminine de football.
Maillots
L'équipe des îles Vierges des États-Unis féminine de football est une sélection des meilleures joueuses islo-américaines sous l'égide de la fédération des îles Vierges des États-Unis de football.

## Classement FIFA
| Année              | 2007 | 2008 | 2009 | 2010 | 2011 | 2012 | 2013 | 2014 | 2015 | 2016 | 2017 | 2018 |
| ------------------ | ---- | ---- | ---- | ---- | ---- | ---- | ---- | ---- | ---- | ---- | ---- | ---- |
| Classement mondial | 144  | 117  | 92   | 128  | 136  | 131  | 118  | 133  | 141  | 128  | 119  | 140  |